# Pływanie synchroniczne na Mistrzostwach Świata w Pływaniu 2013 – zespół technicznie
Zespół technicznie – jedna z konkurencji rozgrywanych w ramach pływania synchronicznego, podczas mistrzostw świata w pływaniu w 2013. Eliminacje odbyły się 20 lipca, a finał został rozegrany 22 lipca.
Do eliminacji zgłoszonych zostało 16 reprezentacji, z których każda mogła wystawić do rywalizacji osiem zawodniczek. Dwanaście zespołów z najlepszą notą awansowało do finałowej rywalizacji.
Zawody w tej konkurencji wygrały reprezentantki Rosji w składzie: Włada Czigiriowa, Michajeła Kałancza, Darja Korobowa, Aleksandra Packiewicz, Jelena Prokofjewa, Ałła Szyszkina, Marija Szuroczkina, Anżelika Timanina, Aleksandra Zujewa, Anisia Olchowa. Drugą pozycję zajęły zawodniczki z Hiszpanii: Clara Basiana, Alba María Cabello, Clara Camacho, Ona Carbonell, Margalida Crespí, Thaïs Henríquez, Paula Klamburg, Sara Levy, Meritxell Mas, Cristina Salvador. Trzecią pozycję zajęły zaś reprezentujące Ukrainę Łolita Ananasowa, Alena Greczichina, Hanna Klimenko, Kateryna Reznik, Aleksandra Sabada, Kateryna Sadurska, Anastasija Sawczuk, Anna Wołoszyna, Olha Zołotarowa, Marina Goladkina.

## Wyniki
| Miejsce | Państwo        | Eliminacje | Eliminacje | Finał  | Finał   |
| Miejsce | Państwo        | Wynik      | Miejsce    | Wynik  | Miejsce |
| ------- | -------------- | ---------- | ---------- | ------ | ------- |
| 01 !    | Rosja          | 96,500     | 1.         | 96,600 | 1.      |
| 02 !    | Hiszpania      | 94,700     | 2.         | 94,400 | 2.      |
| 03 !    | Ukraina        | 93,200     | 3.         | 93,300 | 3.      |
| 4.      | Japonia        | 92,200     | 4.         | 92,200 | 4.      |
| 5.      | Kanada         | 90,100     | 5.         | 90,300 | 5.      |
| 6.      | Włochy         | 89,600     | 6.         | 89,900 | 6.      |
| 7.      | Francja        | 87,100     | 7.         | 87,200 | 7.      |
| 8.      | Grecja         | 86,300     | 8.         | 86,400 | 8.      |
| 9.      | Korea Północna | 83,800     | 11.        | 84,300 | 9.      |
| 10.     | Brazylia       | 84,600     | 9.         | 84,000 | 10.     |
| 11.     | Meksyk         | 84,100     | 10.        | 83,700 | 11.     |
| 12.     | Holandia       | 81,800     | 12.        | 81,700 | 12.     |
| 13.     | Kazachstan     | 81,600     | 13.        | NQ     | NQ      |
| 14.     | Egipt          | 77,000     | 14.        | NQ     | NQ      |
| 15.     | Singapur       | 69,800     | 15.        | NQ     | NQ      |
| 16.     | Kostaryka      | 63,400     | 16.        | NQ     | NQ      |